# Jo Stafford
Jo Stafford (12. listopadu 1917 Coalinga – 16. července 2008 Century City) byla americká zpěvačka. Zpěvu se věnovala již od dětství. Původně chtěla být operní pěvkyní, později však se začala vystupovat se svými sestrami jako The Stafford Sisters. Následně působila ve skupině The Pied Pipers. Svou první sólovou nahrávku, píseň „Little Man with a Candy Cigar“, pořídila v roce 1941. V roce 1944 podepsala nahrávací smlouvu se společností Capitol Records. Později nahrála řadu dalších písní. V polovině šedesátých let značně omezila vystupování a po roce 1975 přestala vystupovat úplně (znovu vystupovala až v roce 1990). Zemřela roku 2008 ve věku devadesáti let.